# Бовин, Георгий Михайлович
Георгий Михайлович Бо́вин (1909, Санкт-Петербург — ?) — русский советский писатель и конструктор. Кандидат технических наук (1951).

## Биография
Родился в семье врача, одного из потомков архитектора О. И. Бове. Осиротев в семилетнем возрасте, воспитывался в детском доме. В 17 лет начал работать слесарем, учился в техникуме, затем в Ленинградском индустриальном институте. Работал инженером и главным конструктором ряда ленинградских, уральских и московских заводов и во ВНИИ подъемно-транспортного машиностроения. Участвовал в проектировании первых эскалаторов для московского метро, главный конструктор тоннельных эскалаторов ЭМ-1, ЭМ-4 и ЭМ-5, которые устанавливались в Московском метро в 1952—1959 годах и на первом участке Киевского метро. В 1951 году защитил кандидатскую диссертацию на тему «Методика проектирования эскалаторов» и переключился на научно-исследовательскую работу.  С 1958 года доцент Московского высшего технического училища им. Н. Э. Баумана. Жил в Москве.

## Творчество
Автор нескольких научно-технических книг, посвящённых подъёмно-транспортным машинам.
Широкому советскому читателю был известен своим единственным научно-фантастическим произведением — повестью «Дети Земли» (1960). В повести, над которой он работал 10 лет (1948—1958), описан первый космический полёт на Венеру. Оригинальная конструкция космического корабля (комбинация ракеты и вертолёта, способного летать в атмосфере Венеры), выдержанные в реалистическом духе описания героев и их приключений сообщили роману некоторый заряд необычности.
В конце 1950-х годов работал над научно-фантастическим романом «Кольца Сатурна», который так и не был опубликован.

## Публикации

### Техническая литература
- Бовин Г. М. Эскалаторостроение. — М.: Машгиз, 1948. — 368 с. — 1500 экз.
- Бовин Г. М. Автореферат диссертационной работы на соискание ученой степени кандидата технических наук на тему: «Методика проектирования эскалаторов». — М.: МВО СССР. Моск. ордена Трудового Красного Знамени Высшее тех. училище им. Баумана, 1951. — 12 с.
- Бовин Г. М., Ивашков И. И., Олейник А. М. Эскалаторы. — М.: Машгиз, 1955. — 352 с. — 2500 экз.
- Ивашков И. И., Бовин Г. М., Меклер А. Г., Тушмалов В. А. Подъёмники. — М.: Машгиз, 1957. — 312 с.
- Бовин Г. М. Поперечное смещение роликового полотна транспортирующих машин. — М.: Отдел науч.-тех. инф.; Госплан РСФСР. Всесоюзный научно-исследовательский ин-т подъемно-транспортного машиностроения ВНИИПТМаш, 1959. — 99 с. — 1000 экз.
- Бовин, Г. М. Расчет эскалаторных поручневых установок с двумя независимыми приводами // Труды ВНИИПТмаш. — 1964. — № 3. — С. 52-74.

### Художественная литература
- Бовин Г. Дети Земли. Научно-фантастическая повесть. — М.: Советская Россия, 1960. — 288 с. — 165 000 экз.

#### Критика
- Новиков В. В мире большой мечты. [о повести Г. Бовина «Дети Земли»] // Учительская газета. — 1961. — № 57 (13 /У).